# 타샤 드 바스콘셀로스

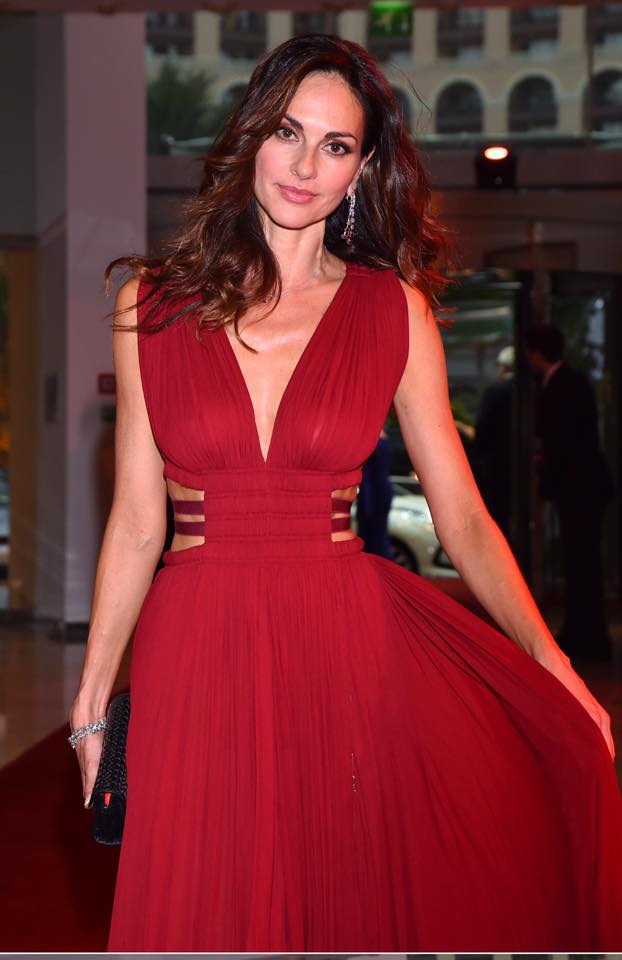

타샤 드 바스콘셀로스(Tasha de Vasconcelos, 1966년 8월 15일 ~ )는 포르투갈의 배우, 모델이다.
베이라에서 태어났다.

## 영화
- 쟈니 잉글리쉬 2: 네버다이 (2011년) - 카운티스 알렉산드라 역
- 닷 더 아이 (2003년)
- 쟈니 잉글리쉬 (2003년)
- 오리엔트 특급 살인사건 (2001년)